# Palthis misantlalis
Palthis misantlalis är en fjärilsart som beskrevs av William Schaus 1916. Palthis misantlalis ingår i släktet Palthis och familjen nattflyn. Inga underarter finns listade i Catalogue of Life.